# Giacomo Bertolio
Giacomo Bertolio est un ancien arbitre italien de football des années 1930 et 1940.

## Biographie
Débutant en 1932 en troisième division italienne, Giacomo Bertolio officia de 1934 à 1951 en première division italienne. Il était affilié à Turin et remporta le Premio Giovanni Mauro lors de la saison 1943-1944, récompensant le meilleur arbitre de la saison.

## Carrière
Il a officié dans une compétition majeure : 
- Coupe Latine de football 1950 (finale rejouée)